# Sombrero
Sombrero je prepoznatljiv šešir podrijetlom iz Meksika i Filipina. Riječ je izvedena od riječi sombra, što znači sjena. Iako je podrazumijevala sve vrste šešira, vjeruje se da su kauboji primijenili značenje riječi samo na ovu određenu vrstu šešira.
Danas je sombrero zaštitni znak meksičkih glazbenika poznatih kao Mariachi, a osim u Meksiku, uobičajeno se nosi diljem Južne Amerike i Španjolske. U Meksiku se šeširi za siromašnije klase uglavnom izrađuju od slame ili palminih vlakana, dok se sombreri za bogatije klase izrađuju od najfinijeg filca, s dodatnim ukrasima, poput vrpci na obodu.